# Celaena atra
Celaena atra là một loài bướm đêm trong họ Noctuidae.